# Getting Over It with Bennett Foddy
Getting Over It with Bennett Foddy је платформска игра коју је развио Бенет Фоди. Игра је објављена као део октобарског Humble Monthly-а 2017, 6. октобра 2017, где ју је наставило да игра преко 2,7 милиона играча. Стим верзију игре је касније објавио Фоди 6. децембра 2017. са издањем за IOS истог дана. Андроид верзија је касније објављена 25. априла 2018. Линукс верзија је била доступна за бета тестирање у августу 2018. и добила је стабилно издање исте године.

## Играње
Getting Over It се врти око лика који контролише играч, који се налази у великом металном котлу и назван Диоген у односу на филозофа који живи у лонцу. Поседује јосемитски чекић, који може да користи за хватање предмета и кретање. Користећи миш или трекпад, играч покушава да помери горњи део тела човека и чекић да би се попео на стрму планину.
Игру прати гласовни коментар Бенета Фодија који расправља о различитим филозофским темама. Коментар такође даје цитате који се односе на разочарање и истрајност када играч изгуби значајан напредак, као и када играч достигне одређене прекретнице у игри.
Како играч напредује на планини, он је у сталном ризику да изгуби део или цео свој напредак; нема контролних пунктова. Игра се завршава када играч достигне највишу тачку мапе, улазећи у простор. Завршни кредити бледе, где се на крају појављује порука која пита играче да ли снимају игру. Ако играч назначи да није, игра пружа приступ соби за ћаскање у којој живе други играчи који су недавно завршили игру.

## Развој
Фодија су током одрастања привлачиле тешке игре. Живећи у Аустралији 1980-их и 1990-их, био је ограничен на оно што је у земљу унето путем увоза. Многе од ових игара нису имале било какав механизам за чување и захтевале су да играчи буду враћени на почетак игре ако њихов лик умре, као што је Jet Set Willy. Деведесетих година прошлог века, програмери видео игара у Сједињеним Државама и Јапану почели су да додају средства за чување или контролне тачке, тако да играчи не би морали да се враћају на почетак након смрти. Фоди је рекао: „Укус враћања постепено је нестао до тачке у којој је то ствар из бутика. Људи одређеног узраста и даље имају тај укус, или га можда сви имају, али то је записано из ортодоксије дизајна.“ Године 2018, Фоди је изјавио да је главни разлог зашто је ставио своје име у наслов Getting Over It био због културе која генерално не „препознаје појединце који праве игре“.
Getting Over It је била усмерена ка „одређеној врсти особе, да их повреди“ и инспирисана је Sexy Hiking, сличном игром коју је објавио чешки дизајнер видео игара „Jazzuo“ 2002. Фоди је сазнао за Sexy Hiking око 2007. из објаве Дерека Јуа на TIGSource-у, а према Фодију, игра је била „донекле мим међу инди програмерима игара“, а Адам Салтсман је описао Sexy Hiking као „једну најгору игру коју сам икада играо". Док је одбацивао Sexy Hiking у то време, Фоди је нашао игру за памћење, а касније је показао игру студентима свог разреда о дизајну игара на Tisch School of the Arts универзитета у Њујорку, након чега је „схватио колико је безвременски дизајн“ Sexy Hiking. Фоди је навео да је обожаватељ "неуредних игара физике у реалном времену" и даље је изразио да су оне "огромна област инспирације у мом сопственом раду". У сада избрисаном твиту из 2014, Фоди је питао своје пратиоце „да ли би било погрешно ако бих направио наставак Sexy Hiking-а? С обзиром да ја заправо нисам Jazzuo (колико ти је познато)".
Недавно је Фоди видео повратак тешких игара као што је серијал Dark Souls. У августу 2017, Фоди је приметио да иако је било негодовања играча због механизма сачуване игре у Hellblade: Senua's Sacrifice, који би наводно обрисао датотеку чувања играча ако би умрли. Други играчи су спремно прихватили изазов, показујући обновљено интересовање за игре које су биле тешке по дизајну. Рекао је, „кад год видите нешто што оповргава снажно држану ортодоксност дизајна, то је изузетно узбудљиво јер отвара нове путеве за истраживање“, и сматрао је Getting Over It својим истраживањем овог новог развојног простора.

## Пријем
Рецензенти су хвалили тешку игру Getting Over It укључујући писца PC Gamer-а Остина Вуда. Rock, Paper, Shotgun ју је навео као једну од најбољих компјутерских игара у 2017. а GameSpot је рекао да је то можда била „најчуднија игра“ која је изашла из 2017. Polygon га је рангирао на 36. место на својој листи 50 најбољих игара у 2017.
Ускршње јаје се појављује у игри Just Cause 4. У тачки на мапи игре, играч може водити протагониста до места где се налазе котао и чекић. Њихово активирање ставља игру у режим гледања са стране, изазивајући играча да се креће око разбацаних препрека као у Getting Over It, при чему Бенет Фоди на врху приповеда о глупости вежбе и метахумору ускршњег јајета. Диоген је додат као лик за игру у crossover борбену игру Indie Pogo у мају 2019. Диоген се такође појављује као помоћни лик у предстојећој crossover борбеној игрици Fraymakers.
| Година | Награда                                      | Категорија | Резултат      | Реф |
| ------ | -------------------------------------------- | --- | ------------- | --- |
| 2018   | SXSW Gaming Awards                           | style="background: #FDD; color: black; vertical-align: middle; text-align: center; " class="no table-no2"\|Номинација    | [ 22 ] [ 23 ] |     |
| 2018   | SXSW Gaming Awards                           | style="background: #FDD; color: black; vertical-align: middle; text-align: center; " class="no table-no2"\|Номинација    | [ 22 ] [ 23 ] |     |
| 2018   | Награде такмичења Фестивала независних игара | style="background: #FDD; color: black; vertical-align: middle; text-align: center; " class="no table-no2"\|Номинација    | [ 24 ] [ 25 ] |     |
| 2018   | Награде такмичења Фестивала независних игара | style="background: #FDD; color: black; vertical-align: middle; text-align: center; " class="no table-no2"\|Номинација    | [ 24 ] [ 25 ] |     |
| 2018   | Награде такмичења Фестивала независних игара | style="background: #99FF99; color: black; vertical-align: middle; text-align: center; " class="yes table-yes2"\|Освојено | [ 24 ] [ 25 ] |     |